# Cyathea frigida
Cyathea frigida är en ormbunkeart som först beskrevs av Gustav Hermann Karsten, och fick sitt nu gällande namn av Karel Domin. Cyathea frigida ingår i släktet Cyathea och familjen Cyatheaceae. Inga underarter finns listade.